# Ponte di Nava
Ponte di Nava (Punte d'Nova in dialetto ormeasco, Punte de Nâva in ligure), è una frazione di Ormea che si trova sul Tanaro al confine con la provincia di Imperia.

## Collocazione
La frazione si trova a 6 km da Ormea, 36 km da Imperia e 95 km da Cuneo.

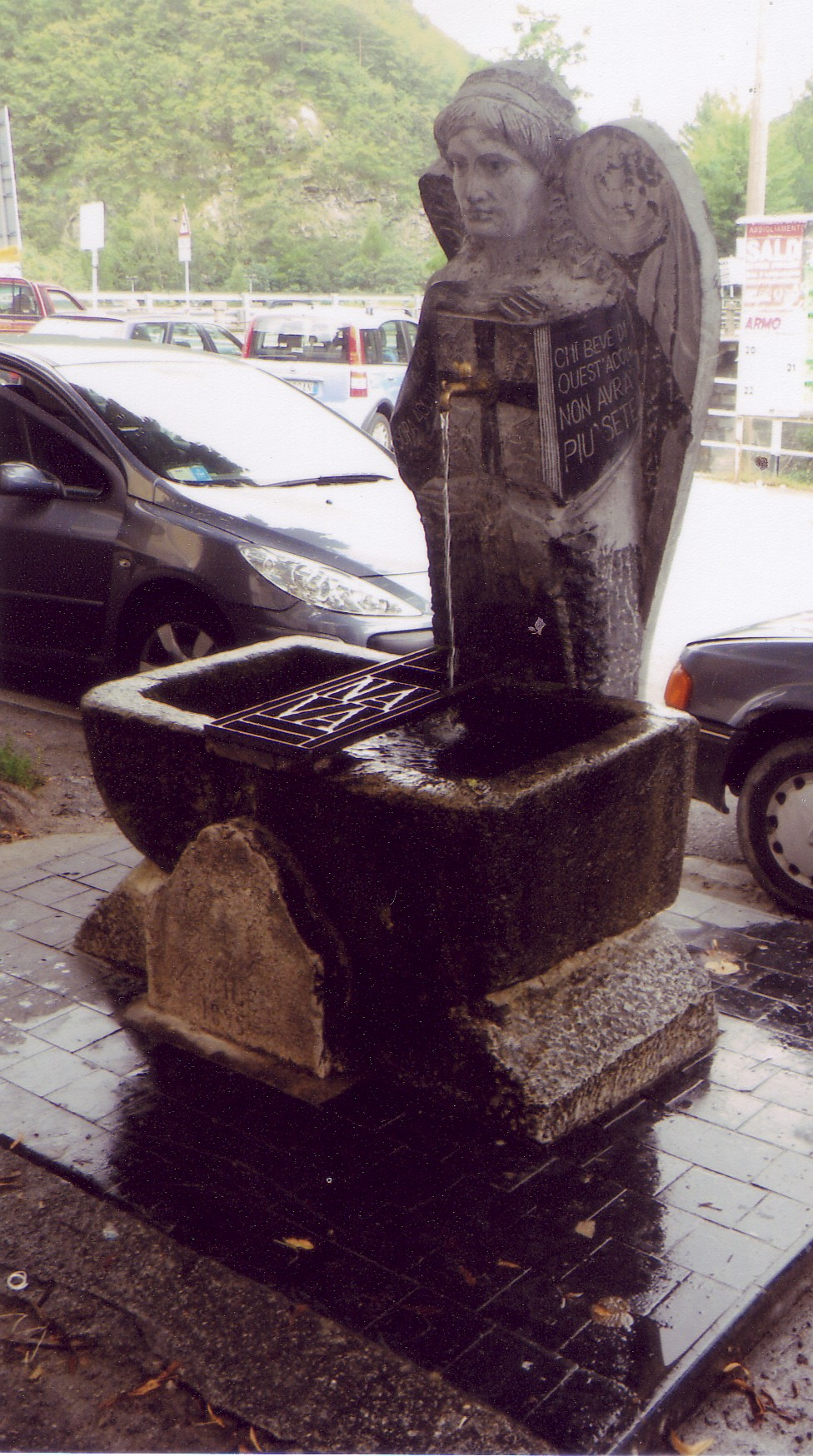
La fontanella di Ponte di Nava

Il ponte sul Tanaro che le dà il nome è un passaggio obbligato per chi vuol raggiungere il Col di Nava dal Piemonte. Attualmente il fiume Tanaro, all'altezza del borgo, costituisce il confine amministrativo tra Piemonte e Liguria, in particolare tra Provincia di Imperia e Provincia di Cuneo; su di esso transita la strada statale 28 Col di Nava. Poco dopo il borgo, proseguendo verso Ormea, il confine passa dal fiume ad un crinale, fino a ricongiungersi con il confine tra bacini tirrenici e bacini padani. Sulla piazza principale della frazione sorge la parrocchiale della Santissima Trinità.

## Storia
Il ponte sul fiume Tanaro era l'antico confine tra Repubblica di Genova e il Ducato di Savoia, poi tra Repubblica di Genova e Regno di Sardegna. Fino al 1869 la frazione aveva pochi abitanti, poi a fine '800 si sviluppò diventando un centro di commercio con le popolazioni vicine. Nel corso della seconda guerra mondiale il ponte venne danneggiato varie volte dai partigiani garibaldini che operavano nella zona.